# Örnsköldsviks sjukhus

Örnsköldsviks sjukhus är ett av tre sjukhus inom Region Västernorrland beläget i Örnsköldsvik.
Vid Örnsköldsviks sjukhus hade 2012 man enligt landstingets årsredovisning i den Specialiserad somatisk vården: 
- 56812 läkarbesök
- 39 677 övriga besök
- 9 657 dagsjukvård
- 8 601 vårdtillfällen
- 36 160 vårddagar
- 4,2 medelvårdtid
- 107 vårdplatser
- 1 771 operationer i sluten vård
- 1 788 operationer dagkirurgi
- 1 634 operationer polikliniska